# Boumerdès (distrito)
Boumerdès é um distrito localizado na província de Boumerdès, Argélia, e cuja capital é a cidade de mesmo nome, Boumerdès.[carece de fontes?]

## Municípios
O distrito está dividido em três municípios:
- Boumerdès
- Tidjelabine
- Corso